# Георг Ариберт фон Анхалт-Десау
Георг Ариберт фон Анхалт-Десау (на немски: Georg Aribert von Anhalt-Dessau; * 3 юни 1606 в Десау; † 14 ноември 1643 във Вьорлиц) е принц от Анхалт-Десау.
Той е четвъртият син (шестото дете) на княз Йохан Георг I фон Анхалт-Десау (1567 – 1618) и втората му съпруга пфалцграфиня Доротея фон Пфалц-Зимерн (1581 - 1631), дъщеря на пфалцграф Йохан Казимир фон Зимерн (1543–1592) и съпругата му Елизабет Саксонска (1552–1590).
Когато баща му умира през 1618 г. княз Георг Ариберт е на 12 години и е под опекунството на брат му Йохан Казимир фон Анхалт-Десау (1596 – 1660), по-късно юридически е направен равен с него. През 1619 г. Георг Ариберт е приет чрез чичо му княз Лудвиг I фон Анхалт-Кьотен в литературното общество Fruchtbringende Gesellschaft.
Заедно с Христоф Албрехт фон Зантиер той е на императорска военна служба от 1625 до 1629 г. През 1632 г. му се дава за резиденция Вьорлиц, получава и Радегаст и Клойч.
Той умира на 37 години във Вьорлиц.

## Фамилия
Георг Ариберт се жени морганатически на 7 март 1637 г. за Йохана Елизабет фон Корсигк (* ок. 1605; † сл. 1686), дъщеря на дворцовия чиновник Христоф фон Кросигк (1576 – 1638). Княжеската му фамилия настоява за брачен договор, който лишава съпругата и децата му за винаги от княжеското съсловие. Те имат децата:
- Христиан Ариберт фон Радегаст († 1677), граф на Беринген
- София фон Беринген († 1695), омъжена на 3 декември 1682 г. за Гебхард Зигфрид, едлер фон Плото и Енгелмюнстер († 1689)
- Елеонора фон Беринген (1642 – 1677), омъжена на 4 май 1675 г. в Радегаст за граф Йохан Георг III фон Золмс-Барут (1630 – 1690)
- Доротея Ариберта фон Беринген (1639 – 1661)
- Йохана фон Беринген († 1660)